# مارلا فارزی
مارلا فرازی (متولد ۱۶ ژانویه ۱۹۵۸) نویسنده و تصویرگر ادبیات کودکان است. او برنده دو نشان کالدکوت است.

## اوایل زندگی و کالج
فرازی در لس آنجلس، کالیفرنیا متولد شد و به گلندیل کالیفرنیا نقل مکان کرد و در طول دوران کودکی آنجا بود. او لبنانی‌تبار است. فریزی الهام اولیه خود را در کتاب‌های کودکانه مانند «جایی که وحشی‌ها هستند» اثر موریس سنداک و «زغال اخته برای سال» اثر رابرت مک‌کلاسکی پیدا کرد. اولین کتاب مصور خود را در کلاس سوم و به نام دایره دوستی نوشت.
او در کالج در منطقه بزرگ لس آنجلس تحصیل کرد و مدرک کارشناسی هنرهای زیبا خود را از کالج طراحی مرکز هنر به دست آورد و در سال ۱۹۸۱ فارغ‌التحصیل شد. فریزی در حین تحصیل در مدرسه با عکاس تیم بردلی آشنا شد. این دو در سال ۱۹۸۲ ازدواج کردند و سه پسر به نام‌های گراهام، رید و جیمز را بزرگ کردند. این ازدواج در سال ۲۰۱۳ به طلاق انجامید.

## حرفه

### بعد از کالج (۱۹۸۱–۱۹۹۰)
پس از فارغ‌التحصیلی از کالج، فریزی برای شرکت‌های مختلف در زمینه تبلیغات، انتشارات آموزشی، اسباب بازی، بازی و مجلات مشغول به کار شد. او طراحی اسباب بازی را با شرکت‌هایی مانند متل، میلتون بردلی و برادران پارکر انجام داد. فریزی جعبه‌های غذای شاد را برای مک دونالد و شخصیت‌های تیم برای لیگ ملی فوتبال ساخت.

### موریل مشهور جهانی و رمز و راز جادویی وآن کوکوری!(۱۹۹۰–۱۹۹۵)
در سال ۱۹۹۰ فریزی اولین کتاب منتشر شده خود با نام موریل مشهور جهانی و راز جادویی را که توسط سو الکساندر نوشته شده بود، به تصویر کشید. پس از موریل، فریز آن کوکوری را به تصویر کشید که توسط مارگارت والدن فروهلیچ نوشته شده بود. او نقدهای مثبتی در مورد کارش در مجله کتاب هورن دریافت کرد.
انتشار هفت خوش‌خوراک بی‌فکر، نوشته مری آن هابرمن، نقطه عطفی در زندگی حرفه ای فریزی بود. این کتاب حول محور خانواده ای می‌چرخد که هفت فرزند دارند که هر کدام از آنها به شدت پرخاشگر هستند. یک بررسی از کتاب هورن آن را «لذت برای والدین و فرزند» نامیده‌است. نظرات مثبت بیشتری دنبال شد.

## آثار

### به عنوان تصویرگر
- موریل مشهور و راز جادو
- آن کوکوری
- هفت خورنده احمق
- در صبح از مایفست
- هریت، تو داری منو دیوانه می‌کنی!
- نوزادان همه جا هستند
- خانم بیددل باکس
- قطار جدید نوزادان
- کلمنتین (سری)
  - 'کلمنتین'
  - کلمنتین با استعداد
  - نامهٔ کلمنتین
- تمام جهان
- ستاره
- ساکت باش کوچولو کودک: موسیقی بومی با تصاویر
- مردم در مکان آناناسی (طرح جلد)

### به عنوان نویسنده و تصویرگر
- ترن هوایی
- بابا نوئل، کارشناس شماره یک اسباب‌بازی در جهان
- راه برو: راهنمای برای بچه‌ها در تمام سنین
- یک زوج پسر که بهترین هفته عمرشان را داشتند
- بچه رئیس
- کشاورز و دلقک
- چکمه و کفش